# Gaeton Fonzi
Gaeton Fonzi (10 de octubre de 1935 - 30 de agosto de 2012) fue un periodista especializado en el asesinato de John F. Kennedy. Miembro del Comité Selecto de la Cámara sobre Asesinatos

## Primeros años
Fonzi nació en Filadelfia el 10 de octubre de 1935. Se graduó en la Universidad de Pensilvania en 1957, trabajando para el Delaware County Daily Times. En 1959, se unió a la Revista de Filadelfia. Fonzi ganó el primer premio nacional de periodismo y más tarde fue nombrado editor senior de la revista.

## Asesinato de Kennedy
Asumió un profundo interés en el asesinato de John F. Kennedy. No creía en absoluto en el Informe Warren. Según afirma en un artículo escrito: 
«La verdad absoluta es que el informe Warren es una mentira deliberada. La verdad es que la Comisión Warren es la evidencia que demuestra que hubo una conspiración para asesinar a Presidente Kennedy».
Fonzi publicó Annenberg: A Biography of Power en 1970. Dos años más tarde se convirtió en editor de la revista de Miami y el mayor editor de su publicación hermana, Gold Coast en Fort Lauderdale.

## Comité Selecto de la Cámara sobre Asesinatos
En 1975, Richard Schweiker, un miembro del Comité Selecto de la Cámara sobre Asesinatos, le pide convertirse en investigador acerca del asesinato de John F. Kennedy. Dos años más tarde, Fonzi fue invitado a unirse al Comité Selecto de la Cámara sobre Asesinatos como investigador. Como director, escribió y editó un importante apéndice, Tomo X, de la Comisión del Informe Final.

## Actividad como periodista
Fonzi escribió para Penthouse, Esquire, New York Times Magazine, New York Daily News y el Chicago Tribune. En 1993 publicó The Last Investigation, un libro sobre su investigación del asesinato de John F. Kennedy. 